# Rebecca Lock
Rebecca Lock (Ely, 22 aprile 1976) è un'attrice teatrale e soprano britannico.

## Biografia
Dopo aver intrapreso gli studi alla Central School of Speech and Drama nel 1996 ha fatto il suo debutto sulle scene londinesi nel musical Martin Guerre. Successivamente, ha recitato in Oh, What a Lovely War! al National Theatre e nel musical Cats al Gillian Lynne Theatre nel 2000. Negli anni successivi ha recitato negli allestimenti londinesi di Mary Poppins nel ruolo di Winnifred Banks e poi in quello dell'eponima protagonista. Dopo aver recitato in Avenue Q al Noel Coward Theatre, nel 2009 si è unita al cast di The Phantom of the Opera all'His Majesty's Theatre ed è rimasta per due anni nel cast interpretando il ruolo di Carlotta Giudicelli. Nel 2011 ha fatto il suo esordio sulle scene canadesi interpretando la protagonista Svetlana nel musical Chess in scena a Toronto, a cui è seguito il ruolo principale di Mary nel musical Merrily We Roll Along a Clwyd. 
Nel 2013 ha recitato con la star di Broadway Betty Buckley nel musical Dear World per la regia di Gillian Lynne. Sempre nello stesso anno ha recitato in Oliver! in scena al Crucible Theatre di Sheffield per la regia di Daniel Evans, mentre l'anno successivo ha recitato in Mamma Mia! al Novello Theatre del West End londinese. Nel 2015 è tornata a recitare in Mary Poppins in una tournée britannica, mentre nel 2017 era nel cast del musical Heathers al The Other Palace e al Theatre Royal Haymarket. Sempre nello stesso anno ha interpretato la protagonista Lilli Vanessi in Kiss Me, Kate a Sheffield, mentre nel 2019 ha recitato nella tournée britannica del musical di John Kander e Fred Ebb Curtains.

## Filmografia

### Cinema
- Il diario di Bridget Jones (Bridget Jones' Diary), regia di Sharon Maguire (2001)

### Televisione
- Doctors – serie TV, 1 episodio (2019)